# Hispania Racing
A Hispania Racing F1 Team, röviden HRT egy spanyol Formula–1-es csapat, 2010-től 2012-ig volt tagja a királykategória mezőnyének. A HRT volt az első, és mindmáig az egyetlen spanyol csapat a sportág történelmében.
Alapítója az egykori F1-es pilóta, Adrián Campos. 1998 óta 6 egyéni és 5 csapatgyőzelem fűződik a csapat nevéhez, az alsóbb formaautós kategóriák meghatározó istállója, a spanyol utánpótlás-nevelésben elévülhetetlen érdemei vannak, a különböző Formula–3-as szériák mellett versenyzőket foglalkoztatott a World Series by Renault-ban (korábbi nevén: World Series by Nissan) valamint a GP2-ben is. Alkalmazásában állt egyebek mellett Fernando Alonso, Marc Gené és Giorgio Pantano is.

## A csapat története

### Kezdetek

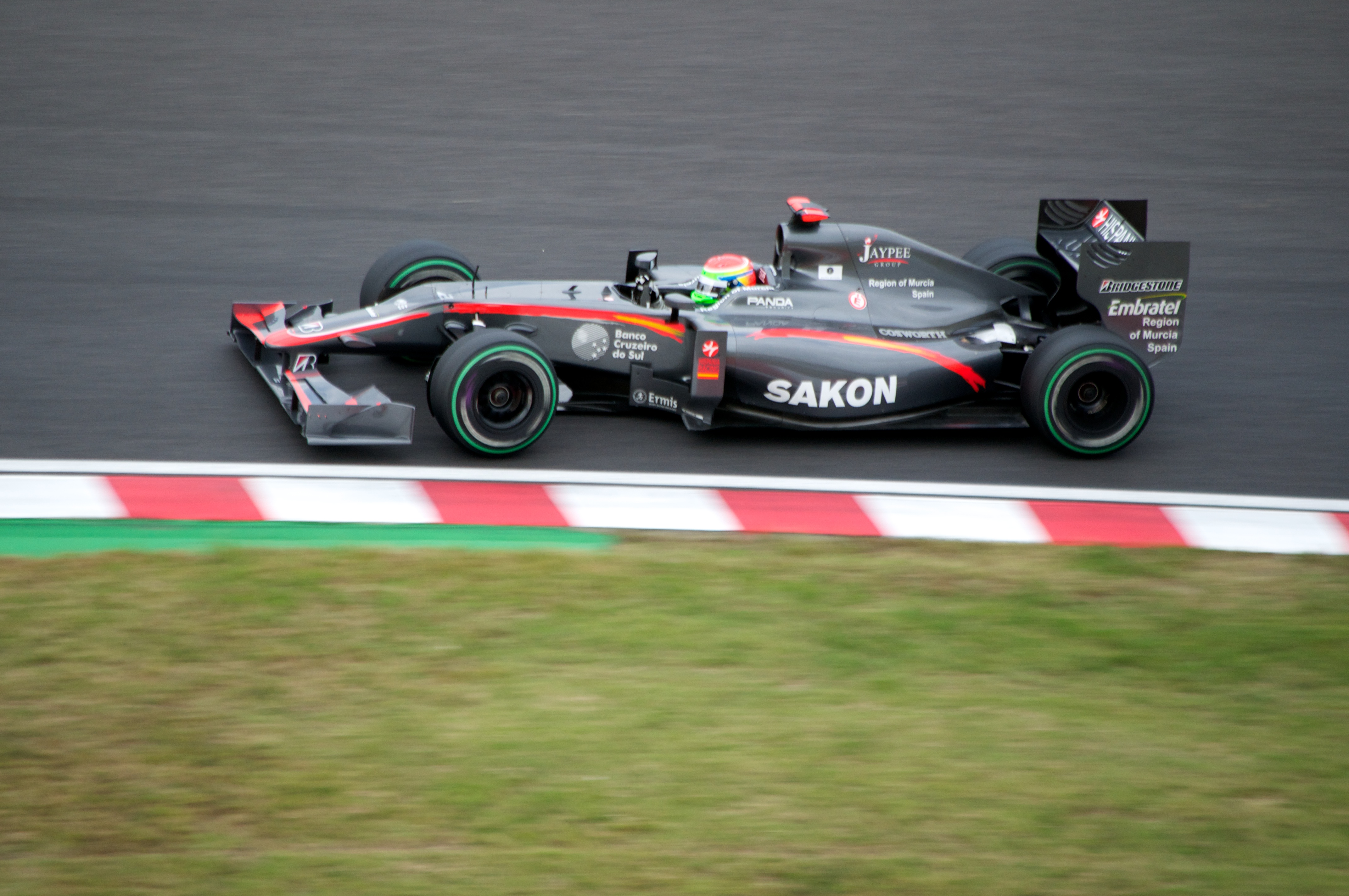
Jamamoto Szakon 2010-ben

A Nemzetközi Automobil Szövetség (FIA) 2009-ben a fogyatkozó létszámú mezőny miatt pályázatot írt ki, amelyben új csapatok jelentkezését várta a Formula–1-be. A 2009 nyarán kihirdetett eredmény három új csapat érkezését jelentette a 2010-es szezontól (USF1, Manor GP és a Campos Racing). Adrian Campos alakulata még az ősz folyamán jelezte, hogy Campos Meta néven kívánnak versenyezni a 2010-es szezonban és autójukat az olasz Dallara cég fogja fejleszteni. A 2009-es abu-dzabi nagydíj hétvégéjén bejelentették, hogy 2010-re szerződést kötöttek a háromszoros világbajnok Ayrton Senna unokaöccsével, Bruno Sennával.
A sikeres pályázat követelményeit azonban nem sikerült időben teljesíteniük, lemaradtak a téli tesztelésekről, aminek következtében veszélybe került indulásuk a március közepén kezdődő idényben. Február 19-én az istálló többségi tulajdonosa, José Ramón Carabante saját kezébe vette az irányítást, a szakmai vezetést pedig Colin Kollesra bízta, aki korábban a Midland F1 Racing és a Force India csapatoknál is dolgozott. Március 2-án az istálló nevet váltott, a tulajdonos cége nyomán (Hispania Grupo) Hispania Racing F1 Teamre nevezték át.
Március 4-én megnevezték második versenyzőjüket is, az indiai Karun Chandhok mellett döntöttek.
Chandhok a világbajnokság tizenegyedik futamáig, a német nagydíjig versenyzett, ezután a csapat tesztpilótája, Jamamoto Szakon váltotta fel, aki a Brit nagydíjon Bruno Senna ülését vehette át. Szingapúrban, Brazíliában és Abu Dzabiban pedig a csapat másik tesztpilótája, Christian Klien kapott lehetőséget Jamamoto helyén. A csapat legjobb eredménye egy 14. hely volt Chandhok révén az ausztráliai futamon, ami így a konstruktőri bajnokság 11. helyét jelentette a csapatnak megelőzve a Virgin Racinget.

### 2011

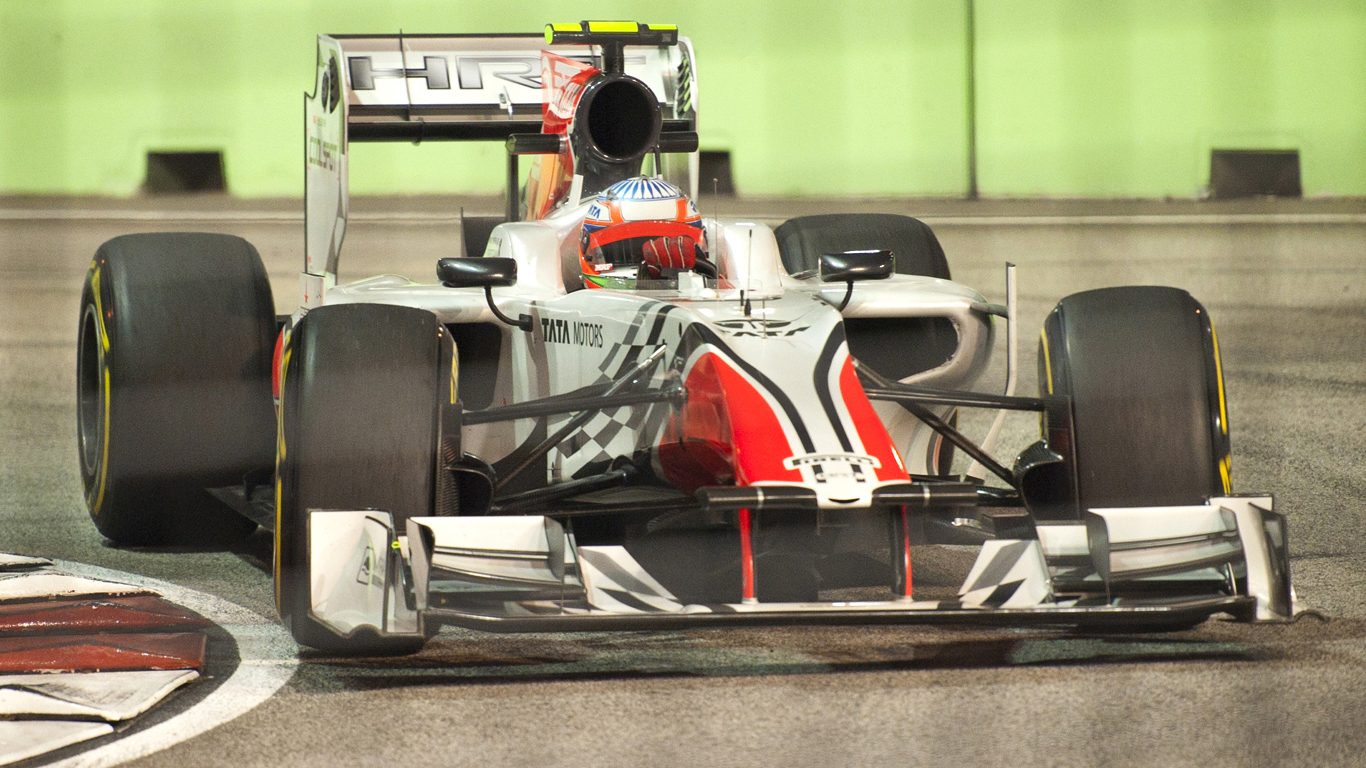
Narain Karthikeyan a 2011-es géppel Szingapúrban

A csapat 2011. január 6-án leszerződtette az indiai Narain Karthikeyant pilótájuknak. Felmerültek olyan hírek is, hogy az első magyar versenyző, Baumgartner Zsolt lesz majd csapat másik pilótája, azonban mind a versenyző családja, mind a csapat cáfolta, hogy kapcsolatban állnának. A csapattárs végül a Force Indiától elbocsátott Vitantonio Liuzzi lett.
A 2011-es szezonnak az új autó tesztelése nélkül vágott neki a csapat. A nyitófutam, az ausztrál nagydíj szabadedzésein a versenyzőknek nem sikerült mért köröket teljesíteniük, az időmérő edzésen pedig az újra bevezetett 107%-os időlimiten felül teljesítettek, így a futamon nem állhattak rajthoz. A maláj nagydíjon mindkét versenyző kvalifikálta magát a futamra, de egyikük sem ért célba.
A brit nagydíjtól kezdve a Toro Rosso addigi tesztpilótája, Daniel Ricciardo vette át Karthikeyan helyét. Utóbbi ezt követően a hazai versenyén kapott egyetlen lehetőséget, Liuzzi helyén. A csapat 2011-et is pont nélkül konstruktőr-világbajnokság 11. helyén zárta. Jelentős változás volt a csapat életében, hogy Ricciardo debütálásával egy időben tulajdonos váltásra is sor került, Carabante eladta többségi tulajdonrészét a Thesan Capital befektetési csoportnak.

### 2012

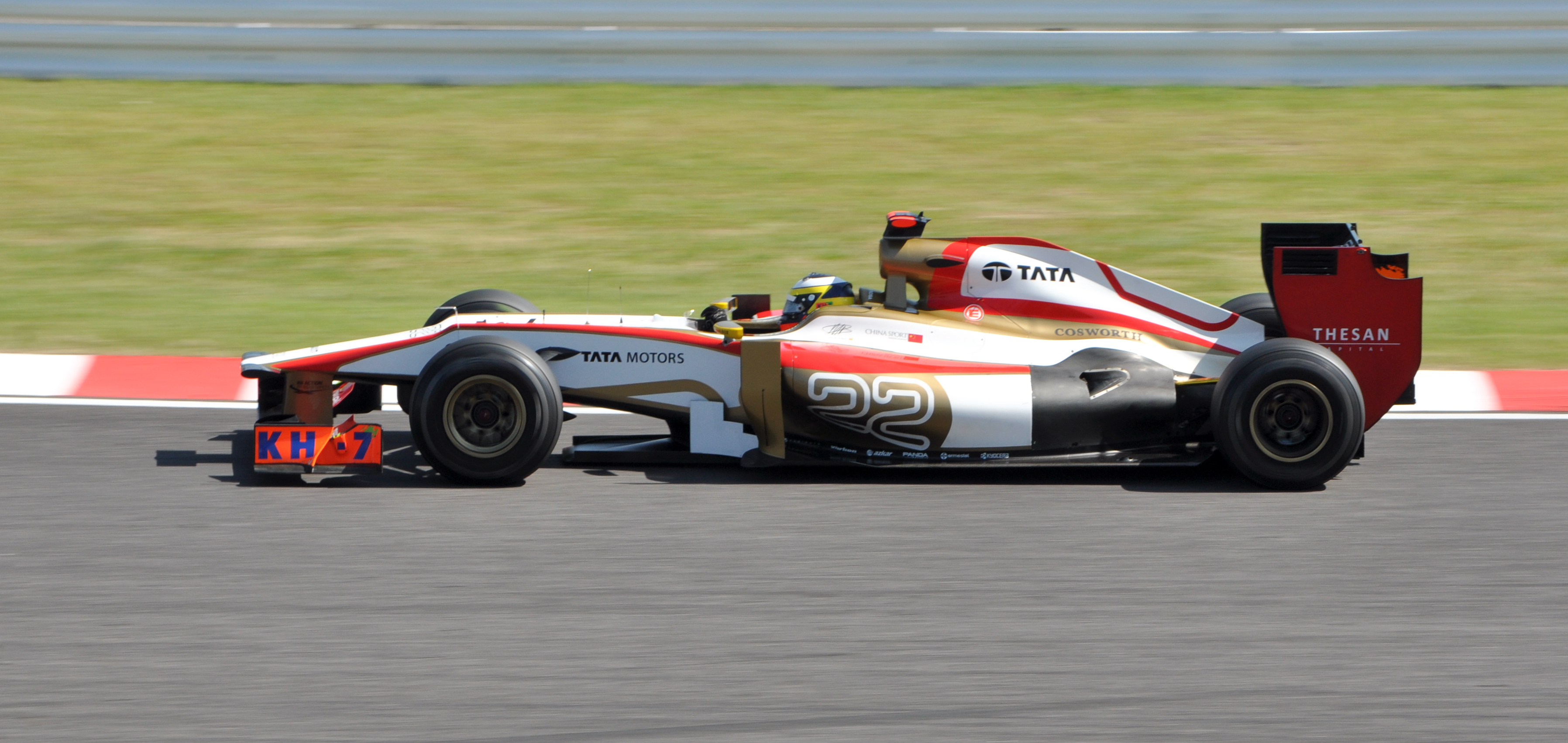
Pedro de la Rosa a 2012-es Japán nagydíjon

A 2012-es szezont hatalmas változások előzték meg a csapatnál, az új vezetőség nem tudott megegyezni sem a korábbi technikai igazgatóval Geoff Willisszel sem Colin Kollesszel a folytatásról, így lényegében egy teljesen új csapatot kellett létrehozniuk.Az elbocsátott  Kolles azt nyilatkozta: "Amikor otthagytam őket egy csavarhúzójuk sem volt." Helyét a korábbi Formula–1-et pilótaként is megjárt spanyol Luis Perez-Sala vette át a csapatvezetői székben. Karthikeyannal szerződést hosszabbítottak. Mellé a csapat első hazai pilótájaként érkezett Mclaren addigi tesztpilótája a rutinos veteránnak számító Pedro de la Rosa. A csapat előszezona ezúttal sem volt problémamentes, a 2012-es autót csak egy filmforgatási nap alkalmával tudták kipróbálni, és az előzetes tervekkel ellentétben nem került az autóba KERS rendszer sem. Az idő nagyobbik részét elvette a csapat Madridba költöztetése, ahol egy modern központot adtak át a Casa Magica komplexumban. Az ausztrál nagydíjra ezúttal sem sikerült kvalifikálnia magát egyik versenyzőnek sem. Pontot ebben az évben sem szereztek, sőt versenyhelyezéseik miatt, legjobb eredményük egy 15. hely volt Monacoban,  a világbajnokságban visszacsúsztak a 12. (utolsó) helyre. A 2012-es szezonban mutatkozott be náluk versenyhétvégén először kínai versenyző Qinghua Ma négy versenyhétvége szabadedzésén. A szezon vége felé baljós előjelek gyülekeztek a csapat körül, több műszaki hiba miatti kiesés is mutatta, hogy az autók nem megfelelő állapotban vannak, és fogytán vannak a pótalkatrészek, Karthikeyant elmondása szerint versenymérnöke arra kérte, hogy hagyja ki az utolsó futamokat, mivel nem tudja garantálni a biztonságát az alkatrészek hiánya miatt.

### Megszűnés
Már a 2012-es szezon vége felé hallani lehetett arról, hogy a csapatot eladásra kínálták fel. Vevőt azonban nem sikerült találni. Az FIA által közzétett 2013-as nevezési listán a HRT nem szerepel. 2013 januárjában felmerültek olyan hírek, melyek szerint egy amerikai-kanadai befektetőcsoport fel kívánja vásárolni az istállót, s Scorpion Racing néven részt venni a 2013-as idényben. Egy állítólagos levelezés kapcsán Bernie Ecclestone támogatta a befektetőket, de pesszimista volt azzal kapcsolatban, hogy a Nemzetközi Automobil Szövetség vajon engedélyezné-e az indulást, mivel a nevezési idő 2012 novemberében lejárt, s a spanyol csapat nem rendezte a nevezési díjat. Ecclestone a Press Associationnek az alábbiakat nyilatkozta: "Beszéltem velük, azt tanácsoltam nekik, hogy vegyék fel a kapcsolatot az FIA-val, és kérjék a felvételüket". "Fel akarják vásárolni az egész HRT-t, majd céget alapítanának, és neveznének a bajnokságba. Én személy szerint úgy gondolom, nem fognak sikerrel járni - kicsit késő van már ehhez. Talán jövőre sikerülhet nekik." A befektetők a  csapatok Silverstoneba költöztetnék át, Cosworth motorokkal és a Williams sebességváltóival szerelnék fel.
Más információk szering a Paul Ip által alapított kínai KCMG lehetett volna a megmentő, de ez az üzlet is meghiúsult.
Más napvilágot látott értesülések szerint Teo Martin, egy autóalkatrészek újrahasznosításával foglalkozó vállalkozó megvásárolt az istálló minden tulajdonát.

## Eredmények a Formula–1-ben

### Összefoglaló
| Szezon | Név                                          | Modell        | Gumi | Motor       | Üzemanyag | Versenyzők                                                 | Helyezés     |
| ------ | -------------------------------------------- | ------------- | ---- | ----------- | --------- | ---------------------------------------------------------- | ------------ |
| 2010   | Hispania Racing F1 Team                      | Hispania F110 | B    | Cosworth V8 | BP        | Bruno Senna Karun Chandhok Jamamoto Szakon Christian Klien | 11. (0 pont) |
| 2011   | Hispania Racing F1 Team HRT Formula One Team | Hispania F111 | P    | Cosworth V8 | BP        | Vitantonio Liuzzi Narain Karthikeyan Daniel Ricciardo      | 11. (0 pont) |
| 2012   | HRT Formula 1 Team                           | Hispania F112 | P    | Cosworth V8 | BP        | Pedro de la Rosa Narain Karthikeyan                        | 12. (0 pont) |

### Teljes Formula–1-es eredménysorozata
(Táblázat értelmezése)

(Félkövér: pole-pozícióból indult; dőlt: leggyorsabb kört futott) 

| A HRT teljes Formula–1-es eredménysorozata | A HRT teljes Formula–1-es eredménysorozata | A HRT teljes Formula–1-es eredménysorozata | A HRT teljes Formula–1-es eredménysorozata | A HRT teljes Formula–1-es eredménysorozata | A HRT teljes Formula–1-es eredménysorozata | A HRT teljes Formula–1-es eredménysorozata | A HRT teljes Formula–1-es eredménysorozata |     |     |     |     |     |     |     |     |     |     |     |     |     |     |     |     |     |      |          |
| Év                                         | Kasztni                                    | Motor                                      | Gumi                                       | Versenyzők                                 | 1                                          | 2                                          | 3                                          | 4   | 5   | 6   | 7   | 8   | 9   | 10  | 11  | 12  | 13  | 14  | 15  | 16  | 17  | 18  | 19  | 20  | Pont | Helyezés |
| ------------------------------------------ | ------------------------------------------ | ------------------------------------------ | ------------------------------------------ | ------------------------------------------ | ------------------------------------------ | ------------------------------------------ | ------------------------------------------ | --- | --- | --- | --- | --- | --- | --- | --- | --- | --- | --- | --- | --- | --- | --- | --- | --- | ---- | -------- |
| 2010                                       | F110                                       | Cosworth CA2010 2.4 V8                     | B                                          |                                            | BHR                                        | AUS                                        | MAL                                        | CHN | ESP | MON | TUR | CAN | EUR | GBR | GER | HUN | BEL | ITA | SIN | JPN | KOR | BRA | UAE |     | 0    | 11.      |
| 2010                                       | F110                                       | Cosworth CA2010 2.4 V8                     | B                                          | Karun Chandhok                             | Ki                                         | 14                                         | 15                                         | 17  | Ki  | Ki  | 20† | 18  | 18  | 19  |     |     |     |     |     |     |     |     |     |     | 0    | 11.      |
| 2010                                       | F110                                       | Cosworth CA2010 2.4 V8                     | B                                          | Bruno Senna                                | Ki                                         | Ki                                         | 16                                         | 16  | Ki  | Ki  | Ki  | Ki  | 20  |     | 19  | 17  | Ki  | Ki  | Ki  | 15  | 14  | 21  | 19  |     | 0    | 11.      |
| 2010                                       | F110                                       | Cosworth CA2010 2.4 V8                     | B                                          | Jamamoto Szakon                            |                                            |                                            |                                            |     |     |     |     |     |     | 20  | Ki  | 19  | 20  | 19  |     | 16  | 15  |     |     |     | 0    | 11.      |
| 2010                                       | F110                                       | Cosworth CA2010 2.4 V8                     | B                                          | Christian Klien                            |                                            |                                            |                                            |     |     |     |     |     |     |     |     |     |     |     | Ki  |     |     | 22  | 20  |     | 0    | 11.      |
| 2011                                       | F111                                       | Cosworth CA2011 2.4 V8                     | P                                          |                                            | AUS                                        | MAL                                        | CHN                                        | TUR | ESP | MON | CAN | EUR | GBR | GER | HUN | BEL | ITA | SIN | JPN | KOR | IND | UAE | BRA |     | 0    | 11.      |
| 2011                                       | F111                                       | Cosworth CA2011 2.4 V8                     | P                                          | Narain Karthikeyan                         | NK                                         | Ki                                         | 23                                         | 21  | 21  | 17  | 17  | 24  |     |     |     |     |     |     |     |     | 17  |     |     |     | 0    | 11.      |
| 2011                                       | F111                                       | Cosworth CA2011 2.4 V8                     | P                                          | Vitantonio Liuzzi                          | NK                                         | Ki                                         | 22                                         | 22  | Ki  | 16  | 13  | 23  | 18  | Ki  | 20  | 19  | Ki  | 20  | 23  | 21  |     | 20  | Ki  |     | 0    | 11.      |
| 2011                                       | F111                                       | Cosworth CA2011 2.4 V8                     | P                                          | Daniel Ricciardo                           |                                            |                                            |                                            |     |     |     |     |     | 19  | 19  | 18  | Ki  | Hn  | 19  | 22  | 19  | 18  | Ki  | 20  |     | 0    | 11.      |
| 2012                                       | F112                                       | Cosworth CA2012 2.4 V8                     | P                                          |                                            | AUS                                        | MAL                                        | CHN                                        | BHR | ESP | MON | CAN | EUR | GBR | GER | HUN | BEL | ITA | SIN | JPN | KOR | IND | UAE | USA | BRA | 0    | 12.      |
| 2012                                       | F112                                       | Cosworth CA2012 2.4 V8                     | P                                          | Pedro de la Rosa                           | NK                                         | 21                                         | 21                                         | 20  | 19  | Ki  | Ki  | 17  | 20  | 21  | 22  | 18  | 18  | 17  | 18  | Ki  | Ki  | 17  | 21  | 17  | 0    | 12.      |
| 2012                                       | F112                                       | Cosworth CA2012 2.4 V8                     | P                                          | Narain Karthikeyan                         | NK                                         | 22                                         | 22                                         | 21  | Ki  | 15  | Ki  | 18  | 21  | 23  | Ki  | Ki  | 19  | Ki  | Ki  | 20  | 21  | Ki  | 22  | 18  | 0    | 12.      |